# Alvin és a mókusok kalandjai a farkasemberrel
Az Alvin és a mókusok kalandjai a farkasemberrel (eredeti cím: Alvin and the Chipmunks Meet the Wolfman) 2000-ben megjelent amerikai zenés 2D-s számítógépes animációs film, amely azonos című televíziós rajzfilmsorozat alapján készült. A forgatókönyvet John Loy írta, az animációs film rendezője és producere Kathi Castillo volt, a zenéjét Mark Watters szerezte. Az Universal Cartoon Studios gyártotta, az Universal Studios Home Video forgalmazta.
Amerikában 2000. augusztus 29-én, Magyarországon 2001. január 30-án adták ki VHS-en. Új magyar szinkronnal 2015. szeptember 5-én a Digi Film-en vetítették le a televízióban.

## Szereplők
| Szereplő            | Eredeti hang          | Magyar hang                             | Magyar hang                          |
| Szereplő            | Eredeti hang          | 1. magyar szinkron (UIP-Dunafilm, 2000) | 2. magyar szinkron (Digi Film, 2015) |
| ------------------- | --------------------- | --------------------------------------- | ------------------------------------ |
| Dave Seville        | Ross Bagdasarian, Jr. | Lux Ádám                                | ?                                    |
| Alvin               | Ross Bagdasarian, Jr. | Bolba Tamás                             | ?                                    |
| Simon               | Ross Bagdasarian, Jr. | Hamvas Dániel                           | ?                                    |
| Theodor             | Janice Karman         | Markovics Tamás                         | ?                                    |
| Brittany            | Janice Karman         | Oroszlán Szonja                         | ?                                    |
| Jeanette            | Janice Karman         | Csondor Kata                            | ?                                    |
| Eleanor             | Janice Karman         | Zsigmond Tamara                         | ?                                    |
| Mr. Laurence Talbot | Maurice LaMarche      | Szinovál Gyula                          | ?                                    |
| Nathan              | Elizabeth Daily       | Seszták Szabolcs                        | ?                                    |
| Principal Milliken  | Miriam Flynn          | Árkosi Kati                             | ?                                    |
| Mr. Rochelle        | Rob Paulsen           | Fekete Zoltán                           | ?                                    |
| Madame Raya         | April Winchell        | Halász Aranka                           | ?                                    |

## Betétdalok
- Munks on a Mission
- Everything's Gonna Be Alright
- The Monster Out In You

## Televíziós megjelenések
- 1. magyar szinkron: TV2, Minimax, Mozi+, Kiwi TV
- 2. magyar szinkron Digi Film